# تسميد كولتان
تسميد كولتان أو التغذية طويلة الأمد الخاضعة للرقابة بالأمونيوم هي نوع من أنواع عمليات التسميد بالحقن حيث يتم حقن كامل كمية النيتروجين اللازمة لنمو النبات في وقت واحد. أثناء تسميد كولتان يتم وضع النيتروجين عند ظهور العلامات الأولى لنقص النيتروجين في النباتات. ومن ثم ينتشر السماد بشكل أكثر شيوعًا على سطح الحقول عن طريق رشه إما على شكل سائل أو مسحوق.

## حقن السماد
تُعد الطريقة الأكثر شيوعًا لحقن الأسمدة في الأرض بغض النظر عن النوع الكيميائي هي طريقة التنقيط. ويمكن أيضًا استخدام الري بالحقن لأنواع أخرى من الأسمدة.على الرغم من أن تسميد كولتان يتم فقط لتطبيق النيتروجين.
تتضمن طريقة التنقيط استخدام مضخة ري ومضخة حقن كيميائية بحيث يعمل الاثنان في وقت واحد، ويطلقان النيتروجين ببطء، ويتركانه يقطر من النظام ثم يتسرب إلى التربة. وفي حالة الزراعة على نطاق واسع، يلزم وجود محرك (مثل الجرار) لتحريك النظام عبر الحقل.

## المميزات
يؤدي حقن النيتروجين في التربة، وفقًا لدراسة أجريت في جمهورية التشيك، إلى ارتفاع محتوى المادة الجافة في النبات. ويُعتبر محتوى المادة الجافة مهم لأن العناصر الغذائية الموجودة في النباتات توجد في القسم الجاف، وليس الماء الموجود أيضًا في النبات. ويسمح اتسميد كولتان، مثل جميع أشكال التسميد بالحقن، بتطبيق أكثر دقة وتوزيع أكثر تناسقًا للأسمدة. كما تسمح هذه الطرق بانتشار النيتروجين بغض النظر عن حالة الحقل سواء كان رطب أو موحل، وتعمل على تقليل انضغاط التربة الناجم عن الجرارات التي تتحرك على طول الحقل. حيث يمكن أن يؤدي انضغاط التربة في النهاية إلى التعرية. تُساعد هه الطريقة أيضًا على تقليل العمالة بشكل كبير إذا ما قورنت بطريقة الاتفاقية، والتسميد السطحي.

## العيوب
أظهرت الأبحاث أن متوسط العائد الإجمالي أقل في المحاصيل التي حُقنت بالنيتروجين. كما تُعد المعدات المستخدمة لحقن الأسمدة في الأرض أكثر تكلفة من معدات الرش النموذجية، لذلك يُستخدم الحقن في الغالب في عمليات إنتاج أصغر.